# Cucullia lactea
Cucullia lactea là một loài bướm đêm trong họ Noctuidae.